# Soe Win (general)
El vice-general superior Soe Win (en birmano: စိုးဝင်း pronunciado [só wɪ́ɴ]; Mandalay, 1 de marzo de 1960) es un general del ejército birmano y actual vice primer ministro de Myanmar tras la formación del gobierno provisional el 1 de agosto de 2021. También se desempeña como vicepresidente del Consejo de Administración del Estado, comandante en jefe adjunto del Tatmadaw (fuerzas armadas de Myanmar) y comandante en jefe del ejército de Myanmar. También es miembro del Consejo de Seguridad y Defensa Nacional de Myanmar. En mayo de 2012, el expresidente de Myanmar Thein Sein lo nombró miembro del comité de trabajo del equipo de gobierno responsable de negociar con los numerosos grupos rebeldes étnicos armados de Myanmar. Soe Win es un estrecho colaborador del exvicepresidente del SPDC.

## Vida y educación
Soe Win nació en 1960 de Chit Sein y Kyin Htwe. En 1976, asistió a un curso de cadetes en la Academia de Servicios de Defensa, junto con Ye Htut, y se graduó con distinciones en ciencia y literatura militar.

## Carrera militar
En 1980, Soe Win se graduó de la Academia de Servicios de Defensa (DSA) durante su 22.ª admisión. En junio de 2008, se convirtió en comandante del Comando Regional Norte del Ejército de Myanmar en el estado de Kachin. En agosto de 2010, se convirtió en Jefe de la Oficina de Operaciones Especiales-6 (BSO-6), que supervisa las operaciones militares en los estados de Chin y Rakhine y la región de Magwe.
Soe Win también había presionado al Ejército de Independencia de Kachin (KIA) para que se convirtiera en una "Fuerza de Guardia Fronteriza" (BGF) bajo el control de los militares. A pesar de las numerosas reuniones entre Soe win y los líderes del KIA en julio de 2009 y agosto de 2010, el KIA no se convirtió en un BGF.
En septiembre de 2011, el Ejército de Independencia de Kachin (KIA) acusó a Soe Win de ordenar a los soldados del Tatmadaw que atacaran posiciones del KIA en el estado de Kachin, violando así los términos de múltiples acuerdos de alto el fuego firmados antes de los presuntos ataques. Soe Win negó las acusaciones, diciendo que ni él ni nadie más en el Comando Regional del Norte había ordenado un ataque contra el KIA.
Acusaciones de corrupción
Soe Win ha sido acusado de estar involucrado en numerosos casos de corrupción y extorsión durante su carrera como comandante del Comando Regional Norte de 2008 a 2010. Ha sido acusado de aceptar sobornos de empresas que comercian con jade, madera y oro, a cambio de concesiones de las utilidades. Se informó que aceptó un soborno de 150 millones de kyats ($ 149,254 USD) de empresarios de teca de la provincia china de Yunnan, a cambio de permitir el comercio ilícito de teca en la frontera entre Myanmar y China. En marzo de 2010, ordenó a los soldados del Tatmadaw en Hpakant, estado de Kachin, que recaudaran impuestos militares de las empresas mineras de jade locales.

## Sanciones
El Departamento del Tesoro de los Estados Unidos ha impuesto sanciones a "Soe Win" desde el 10 de diciembre de 2019, de conformidad con la Orden Ejecutiva 13818, que se basa en la Ley Magnitsky Global de Responsabilidad de los Derechos Humanos y la aplica y tiene como objetivo a los perpetradores de abusos graves a los derechos humanos y corrupción. Ha cometido graves abusos contra los derechos humanos contra miembros de grupos étnicos minoritarios en Birmania. Estas sanciones estadounidenses incluyen la congelación de activos en los Estados Unidos y la prohibición de transacciones con cualquier persona estadounidense.
Aproximadamente un año después, el 11 de febrero de 2021, también fue incluido en la lista de sanciones de la OFAC de conformidad con la Orden Ejecutiva 14014, en respuesta al golpe militar birmano contra el gobierno civil democráticamente elegido de Birmania.
El Gobierno de Canadá le ha impuesto sanciones desde el 18 de febrero de 2021, de conformidad con la Ley de Medidas Económicas Especiales y el Reglamento de Medidas Económicas Especiales (Birmania), en respuesta a la gravedad de la situación humanitaria y de derechos humanos en Myanmar (antes Birmania). Las sanciones canadienses incluyen la congelación de activos en Canadá y la prohibición de transacciones con cualquier persona canadiense.
Además, el Consejo de la Unión Europea le ha impuesto sanciones desde el 22 de marzo de 2021, de conformidad con el Reglamento (UE) 2021/479 del Consejo y el Reglamento de Ejecución (UE) 2021/480 del Consejo que modificó el Reglamento (UE) n.o 401/2013 del Consejo. por su responsabilidad en el golpe militar y la posterior represión militar y policial contra manifestantes pacíficos. Las sanciones de la UE incluyen una congelación de activos bajo los países miembros de la UE y una prohibición de entrada o tránsito a los países.